# Sparkle (来生たかおのアルバム)
『Sparkle』（スパークル）は、1981年にリリースされた来生たかおの6枚目のオリジナルアルバム（LP〈規格品番：28MK-0017〉／CT〈規格品番：28CK-0020〉）である。発売元はキティレコード。

## 概要
初めてのセルフプロデュースアルバムであり、また“矢倉銀”のペンネームで多くの編曲も手掛けている。
ジャケット写真は、レコーディングを行った伊豆スタジオの近くの浜辺で撮ったものだという。

## 復刻盤
- 1986年7月25日：歌手デビュー10周年に際し、CD化（規格品番：H33K-20048）
- 1991年4月25日：CD（規格品番：KTCR-1049）
- 1995年7月21日：歌手デビュー20周年に際し、CD選書Q盤として高城賢によるデジタルリマスター化（規格品番：KTCR-1561）。
- 2007年3月21日：オリジナル・アルバム、企画アルバムを集めた21枚組CD-BOX『来生たかお大全集』（ユニバーサルミュージック／規格品番：UPCY-6355/75）に1995年版を収録（規格品番：UPCY-6360）。

## パッケージの体裁

### アルバムタイトル
※初出のジャケット表記“Sparkle”以外のもの
ジャケット
- 1986年版CD・1991年版CD：“SPARKLE”

ケースの側面部
- LP：“SPARKLE”
- CT：？
- 1986年版CD・1991年版CD・1995年版CD・2007年版CD：“SPARKLE”

帯
- LP：“スパークル”“Sparkle”の併記
- 1986年版CD：“スパークル”“SPARKLE”の併記
- 1991年版CD：“スパークル”
- 1995年版CD：“SPARKLE”

なお、各種ディスコグラフィーによっても表記は片仮名やアルファベットになっている。

### ディスクジャケット
- 1986年版CD：ジュエルケースにブックレットを挿入
- 1991年版CD：ジュエルケースに1986年版CDのものを基調としたブックレットを挿入
- 1995年版CD：ジュエルケースに2つ折りのカード（及び、LP版のものを基調とした歌詞カード、既出オリジナル・アルバムのディスコグラフィー）を挿入
- 2007年版CD：ジュエルケースに2つ折りのカード（及び、LP版のものを基調とした歌詞カード）を挿入（及び厚紙製ケース付き）

CTのジャケットは、来生の顔の角度がLPのものと微妙に異なり、別の写真が使用されていことが分かる。

### 帯のコピー
- LP：大人じゃなければ本当のやさしさは唄えない。今、瞬間が彼を求めている。 フジTV系「愛のホットライン」主題歌〝Goodbye Day〟他全13曲
- LP：来生たかおフェア 確かな音楽活動と優しさに裏打ちされた来生たかおの世界を、今あなたのライブラリーに！ スマッシュ・ヒット「Goodbye Day」をフィーチャー、来生サウンドが確立したロング・セラー・アルバム！
- 1986年版CD：“CDオリジナル・セレクション”“10th anniversary -since 1976-”の記載あり（帯はシール仕様）
- 1991年版CD：記載なし
- 1995年版CD：来生たかお、セルフ・プロデュースによる、6thアルバム。 「Goodbye Day」（Original Version）収録。（“20th anniversary”の記載あり）

1995年版CDの帯に“「Goodbye Day」（Original Version）”の記載があるが、最初にリリースされたのは企画アルバム『来生たかお』に収録されたヴァージョンである。

## 収録曲
LP版・CT版（CD版は省略）
※各曲の収録時間はLPの記載に準拠

### SIDE 1
1. Much more...（1：19）
  - 作詞：来生えつこ ／ 作曲：来生たかお ／ 編曲：矢倉銀
  - コンサートツアー『Concert Tour '82 Much More...』のイントロダクション的な意味合いと、当時の上り調子の予感を込めた楽曲で、歌詞には過去のアルバムのタイトル“浅い夢”“ジグザグ”が入れられている[1]。
2. Easy Drive（4：50）
  - 作詞：来生えつこ ／ 作曲：来生たかお ／ 編曲：矢倉銀 ／ コーラス編曲：山川恵津子
  - 日本光学「リトルニコン」TV-CMで使用された。
  - 創作当時、姉弟共に運転免許を持っていなかったため、歌詞ではドライバーの女性と助手席に座っている男性が描写されている[2] 。
3. メモリー・メロディー（2：40）
  - 作詞：来生えつこ ／ 作曲：来生たかお ／ 編曲：矢倉銀
  - 歌詞の“白い膝の裏側”は執筆当時に読んだ三浦哲郎のエッセイをヒントにしており、“黒いニットの水着”は実際に友人が着ていたものをイメージしたという[1]。
4. Goodbye Day（5：20）
  - 作詞：来生えつこ ／ 作曲：来生たかお ／ 編曲：松任谷正隆
  - 加山雄三・主演のフジテレビ系ドラマ『愛のホットライン』（1981年5月14日 - 9月24日）の主題歌として使用され、有線放送では第1位を獲得した。他にもテレビアニメ『みゆき』の挿入歌に使用された。
  - 1981年5月21日にリリースされた第10弾オリジナル・シングルであるが、本アルバムに収録されているものはミックスが異なり、エンディングが長い。
  - 来生えつこによる同名小説が短編集『エピソード』（角川書店／1988年）に収められている。
  - その他の詳細はアルバム『来生たかお』の同曲の記述を参照。
  - カバー: 香港歌手ジャッキー・チュンの広東語曲「情已逝」、1985年のアルバム『Smile』に収録
5. 夢の肌（4：40）
  - 作詞：来生えつこ ／ 作曲：来生たかお ／ 編曲：矢倉銀 ／ コーラス編曲：山川恵津子
  - 明治乳業「プレーンゼリー」テレビCMで使用された。
  - 歌詞に“バルドー・タイプ”とあるように、登場する女性像はブリジット・バルドーをモデルにしているという[1]。
6. たそがれの苺（4：42）
  - 作詞：来生えつこ ／ 作曲：来生たかお ／ 編曲：矢倉銀 ／ コーラス編曲：杉真理

### SIDE 2
1. Sparking head（4：47）
  - 作詞：来生えつこ ／ 作曲：来生たかお ／ 編曲：松任谷正隆
  - 桃井かおりがアルバム『SHOW?』（1982年11月1日リリース）でカヴァーしている。
  - ハードな曲調に合わせ、心の荒れ模様を描いている。来生えつこは、甘い恋愛以外の歌詞はシングル曲にならず残念だが、書くこと自体は気分転換に良いと述べている。また、歌詞の“胃袋もジャンプして”というフレーズは、ウディ・アレンの映画に出て来た台詞にヒントにしたという[3]。
2. Good luck my girl（3：40）
  - 作詞：来生えつこ ／ 作曲：来生たかお ／ 編曲：矢倉銀 ／ ホーン&コーラス編曲：松任谷正隆
  - タイトル・歌詞は映画『グッバイガール』（1977年）のイメージで書かれているという[1]。
  - 来生作品中、唯一の4分の5拍子を用いた楽曲で、途中で4分の3拍子に転ずる凝った作りになっている。
3. 気配（4：04）
  - 作詞：来生えつこ ／ 作曲：来生たかお ／ 編曲：松任谷正隆
4. 窓辺の女（ひと）（3：28）
  - 作詞：来生えつこ ／ 作曲：来生たかお ／ 編曲：矢倉銀 ／ コーラス編曲：杉真理
  - 図書館を舞台に、年上の女性に対するまだ恋と呼べない憧憬が描かれており、来生えつこはユマ・サーマンのイメージが思い浮かんだという。また、弟らしい何気ない良い楽曲と述べている[3]。
5. ゆっくり夏が（3：23）
  - 作詞：来生えつこ ／ 作曲：来生たかお ／ 編曲：矢倉銀 ／ ストリング編曲：松任谷正隆
6. コラージュ（4：24）
  - 作詞：来生えつこ ／ 作曲：来生たかお ／ 編曲：松任谷正隆
7. Much more...（1：24）
  - 作詞：来生えつこ ／ 作曲：来生たかお ／ 編曲：矢倉銀
  - SIDE 1-1のリプライズ。

## 参加ミュージシャン
- Electric Piano：松任谷正隆（SIDE1-4／SIDE2-6）、富樫春夫（SIDE2-5）
- Acoustic Piano：渋井博（SIDE1-1／SIDE2-7）、難波弘之（SIDE1-5）、富樫春夫（SIDE1-2,5／SIDE2-4,5）、石川清澄（SIDE1-3,6／SIDE2-2）、松任谷正隆（SIDE1-4／SIDE2-1,3）
- Melotron：来生たかお（SIDE1-1／SIDE2-7）
- Electric Guitar：土方隆行（SIDE1-3／SIDE2-2）、鈴木茂（SIDE1-2,5／SIDE2-4,5）、椎名和夫（SIDE1-4／SIDE2-6）、青山徹（SIDE1-5）、松原正樹（SIDE1-5／SIDE2-1,6）、今剛（SIDE1-6）
- Acoustic Guitar：吉川忠英（SIDE1-5,6／SIDE2-1,4,6）、谷康一（SIDE2-5）
- 12 Strings Guitar：吉川忠英（SIDE1-4）
- Gut Guitar：吉川忠英（SIDE2-4,5）
- Electric Bass：松下英二（SIDE1-1,5,6／SIDE2-5,7）、杉本和弥（SIDE1-2,5／SIDE2-4）、宮下恵補（SIDE1-3／SIDE2-2）、高水健司（SIDE1-4）、後藤次利（SIDE2-1,6）
- Drums：田中清司（SIDE1-1,3,5／SIDE2-2,7）、市原康（SIDE1-2,5／SIDE2-4,5）、渡嘉敷裕一（SIDE1-4）、野口明彦（SIDE1-6）、林立夫（SIDE2-1,6）
- Percussions：中村御（SIDE1-2,3,5／SIDE2-2,4）浜口茂外也（SIDE1-4）、菅原由紀（SIDE1-6）、斉藤ノブ（SIDE2-1,6）
- Chorus：山川恵津子（SIDE1-2,5）、鳴海寛（SIDE1-2,5）、カヨコ（SIDE2-1,2）、ミト（SIDE2-1,2）、ミチル（SIDE2-1,2）、杉真理（SIDE1-6／SIDE2-4）
- Strings：トマト（SIDE1-4／SIDE2-3,5）
- Synthesizer：小林泉美（SIDE1-2,3,6）、難波弘之（SIDE1-2）、松任谷正隆（SIDE2-1,6）
- Synthesizer Program：松武英樹（SIDE2-1,6）
- Vocorder：小林泉美（SIDE1-6）
- Valve Trombone：新井英治 （SIDE1-4）
- Saxophone：ジェイク・コンセプション（SIDE2-1,2）
- Trombone：新井英治（SIDE2-2）
- Trumpet：羽鳥幸次（SIDE2-2）
- Vibraphone：金山功（SIDE2-4）
- Harmonica：八木信夫（SIDE2-5）

## 参加スタッフ
- Exective Producer：多賀英典
- Producer：来生たかお
- Director：角野禎
- Recording Engineer：高城賢（KRS）
- Assistant Engineer：諸鍛冶辰也（KRS）、脇田貞二（KRS）、清水高志（KRS）
- Cutting Engineer：富田忠男（KRS）
- Source of Advertising：Akira“Grizzly”Inoue（井上彬）（Kitty Music Corp.）、Masahiro“Pencho”Ikeda（Kitty Artist Inc.）
- Management：Kitty Aritist Inc.
- Production Assistant：Naomi Niimura
- Photographer：Nov Kondow（近藤信治）（PCC）、Big Bear Watanabe（PCC）
- Design：千木幸一（Studio Champ.）
- Special Thanks To 松任谷正隆、Yoshihiro Kurita（KIRARASHA）、Kei Yamagishi（CATS）